# Sovetskij (Mari El)
Sovetskij (in russo Советский?) è un insediamento di tipo urbano, centro amministrativo del distretto Sovetskij della Repubblica dei Mari, in Russia. Fondata nel 1935, ha ottenuto lo status di insediamento di tipo urbano nel 1965. Nel 2023 contava 10 483 abitanti.